# Alexandrine von Hutten-Czapska

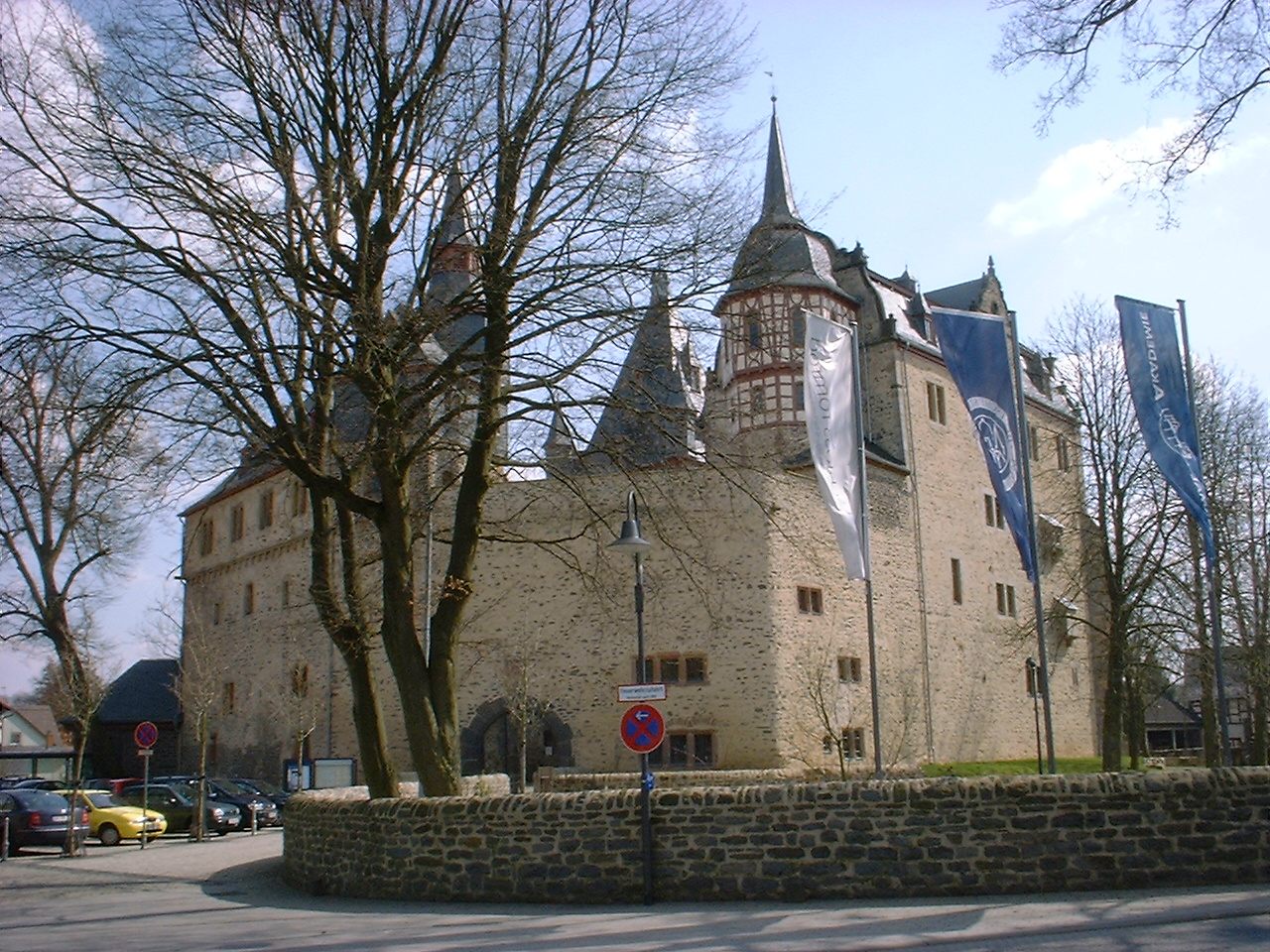
Schloss Romrod

Alexandrine Gräfin von Hutten-Czapska (* 3. September 1854 in Warschau; † 8. Mai 1941 in Vevey/Schweiz) war 1884 für kurze Zeit die zweite Gattin des Großherzogs Ludwig IV. von Hessen-Darmstadt.
Alexandrine von Hutten-Czapska wurde als Tochter von Adam Graf von Hutten-Czapski (1819–1884) und Marianne, Gräfin von Rzewuska-Grocholska (1827–1897) geboren. Ihr Vater wurde zusammen mit seinen Brüdern Ignacy und Emmerich Hutten-Czapski erst am 12. Juni 1874 in den russischen Grafenstand gehoben. Am Abend des 30. April 1884 ließ sich der seit sechs Jahren verwitwete 47-jährige Großherzog Ludwig IV. von Hessen-Darmstadt heimlich mit ihr, der 30-jährigen, frisch Geschiedenen, trauen. Als Standesbeamter fungierte sein amtierender Staatsminister. Alexandrine hatte sich wegen ihrer Affäre mit dem Großherzog von ihrem Mann, dem russischen Geschäftsträger in Darmstadt, Alexander von Kolemin, scheiden lassen. Ihre Heirat mit Ludwig IV. war unstandesgemäß, da sie dem Großherzog nicht ebenbürtig war, obwohl er sie anlässlich der Vermählung zumindest noch zur Gräfin von Romrod erhoben hatte.
Durch seine erste Ehe mit Prinzessin Alice war Königin Victoria von Großbritannien die Schwiegermutter des Großherzogs. Die Königin war von dieser Hochzeit nicht angetan und verurteilte die Liaison. Dies teilte sie dem Großherzog über seine beiden Schwager, den britischen Kronprinzen Albert Edward und Prinz Friedrich Wilhelm von Preußen mit. Diese weilten in Darmstadt, weil am selben Tag die Tochter Ludwigs IV., Victoria, mit Prinz Ludwig Alexander von Battenberg (späterer Marquess of Milford Haven und britischer Großadmiral) vermählt worden war.
Die Ehe wurde daraufhin annulliert, die Gräfin abgefunden – unter anderem mit dem Titel einer Gräfin von Romrod. Gräfin Alexandrine sorgte mit Hilfe der Presse dafür, dass Europa an ihrem Schicksal ausgiebig Anteil nehmen konnte. 50 Jahre später verfasste Ludwig Berger ein Lustspiel über die Affäre: „Das kleinere Übel“.